# BKK MTU
Die BKK MTU ist ein Träger der gesetzlichen Krankenversicherung in Deutschland aus der Gruppe der betriebsbezogenen Krankenkassen.
Seit 2020 beträgt der Zusatzbeitrag 1,6 %, zum 1. Januar 2024 hob die Kasse den Beitrag auf 1,6 Prozent an, zum 1. Juni 2024 folgte eine weitere Erhöhung auf 1,9 Prozent.
Ihren Ursprung hat die Krankenkasse im Unternehmen MTU Friedrichshafen.

## Weblink
- Offizielle Website

Koordinaten: 47° 39′ 28,2″ N, 9° 27′ 51,2″ O